# كيفن فيليبس (سياسي)
كيفن فيليبس هو سياسي كندي، ولد في 29 مايو 1954 في كندا، وتوفي في 13 نوفمبر 2017 بريجاينا في كندا. حزبياً، نشط في حزب ساسكاتشوان ‏. وقد انتخب عضو المجلس التشريعي من ساسكاتشوان عن دائرة Melfort (provincial electoral district) ‏.